# مارماهی پاشلکی باریک
مارماهی پاشلکی باریک (نام علمی: Nemichthys scolopaceus) نام یک گونه از تیره مارماهی پاشلکی است.